# Nyctemera loligo
Nyctemera loligo är en fjärilsart som beskrevs av Adalbert Seitz 1915. Nyctemera loligo ingår i släktet Nyctemera och familjen björnspinnare. Inga underarter finns listade i Catalogue of Life.